# Мирзоев, Рамазон Зарифович
Рамазон Зарифович Мирзоев — таджикистанский государственный деятель, экс-посол Таджикистана в Иране.

## Биография
Родился в кишлаке Худжаи Нур, Муминабадского района, Кулябской области.
Окончил Таджикский Сельскохозяйственный институт (1967) и Академию Общественных наук при ЦК КПСС (1983).
С 1967 — работал в строительных организациях Кулябской области.
В 1975-78 — работал инженером-советником в Афганистане.
С 1979 — заместитель министра сельского строительства Тадж. ССР.
С 1983 по 1990 г. Первый секретарь Дангаринского района.
В 1989—92 — народный депутат СССР  от Дангаринского национально-территориального избирательного округа № 363 Таджикской ССР..
В 1991—92 — зам. председатель Совета союза Верховного Совета СССР.
В 1992 — в аппарате Президента Республики Таджикистан.
В 1992—95 — управляющий делами Совета Министров РТ.
18 января 1995—2001 — Чрезвычайный и Полномочный Посол РТ в Российской Федерации.
2 октября 2001 — 12 окт. 2010 — Чрезвычайный и Полномочный Посол РТ в Иране.
С ноября 2010 по февраль 2014—Директор ГУ Дирекция по зоне затопления Рогунской ГЭС.
Дипломатический ранг — Чрезвычайный и Полномочный Посол.

## Награды
- Орден Дружбы (15 октября 2001 года, Россия) — за большой вклад в укрепление и развитие российско-таджикских дружественных отношений[2]